# Salbia cassidalis
Salbia cassidalis is een vlinder uit de familie van de grasmotten (Crambidae), uit de onderfamilie van de Spilomelinae. De wetenschappelijke naam van deze soort is voor het eerst voorgesteld door Achille Guenée in een publicatie uit 1854.
De soort komt voor in Cuba, Puerto Rico, Mexico, Nicaragua, Costa Rica, Colombia, Brazilië en Ecuador.